# Marvel 1943: Rise of Hydra
Marvel 1943: Rise of Hydra est un futur jeu vidéo d'action-aventure développé par le studio Skydance New Media de la société de production Skydance Media et édité par Plaion, et est basé sur les personnages de Marvel Comics, Captain America et Panthère noire, et d'un récit original qui dérive de la longue histoire mythologique des bandes dessinées et diverses adaptations dans d'autres médias. Inspirée de la série limitée de bandes dessinées de 2010, Captain America/Black Panther: Flags of Our Fathers,,, l'histoire se déroule pendant l'occupation à Paris durant la Seconde Guerre mondiale et implique le super soldat américain Steve Rogers formant une difficile alliance avec Azzuri, le roi du Wakanda qui opère actuellement sous le nom de Panthère noire, alors qu'ils tentent d'empêcher la montée de l'organisation Hydra.
Le jeu a été annoncé conjointement par Skydance et Marvel Games en octobre 2021 comme le premier projet produit par le nouveau studio, avec l'implication des réalisateurs Amy Hennig et Julian Beak en tant que producteurs, le scénariste de télévision et de bandes dessinées Marc Bernardin étant confirmé comme l'auteur du jeu aux côtés de Hennig le mois suivant. Le jeu a été officiellement teasé en septembre 2022 et dévoilé en mars 2024.
Marvel 1943: Rise of Hydra devrait sortir début 2026.

## Système de jeu
Marvel 1943: Rise of Hydra est un jeu vidéo d'action-aventure dans lequel les joueurs contrôlent un ensemble de quatre personnages. En plus des principaux protagonistes Steve Rogers/Captain America et Azzuri/Panthère noire, Gabriel Jones, membre des Howling Commandos et Nanali, le chef du Wakandan Spy Network, seront jouables.

## Développement
En novembre 2019, Skydance Media a demandé à la réalisatrice et scénariste de jeux vidéo Amy Hennig de créer une nouvelle division de jeux au sein de l'entreprise,. En octobre 2021, le nouveau studio créé, sous le nom de Skydance New Media, a annoncé que le premier projet majeur du studio serait « un jeu d'action-aventure narratif à succès » développé en collaboration avec Marvel Games et présentant une histoire originale. Le mois suivant, Marc Bernardin, scénariste et producteur de télévision chez Marvel Comics, a révélé qu'il était impliqué en tant qu'écrivain pour le jeu, confirmant qu'il avait "passé la majeure partie de l'année dans les mines d'histoire" pour créer le récit du jeu.
En août 2022, la société mère de Marvel, The Walt Disney Company, a annoncé son intention de présenter une gamme de jeux vidéo basés sur leur propriété intellectuelle lors d'une présentation commune, Disney & Marvel Games Showcase, qui a eu lieu en durant l'exposition annuelle D23, en personne et diffusé sur plusieurs plateformes de streaming. Parallèlement à l'annonce, Disney a déclaré que le panel présenterait un "aperçu" du titre Marvel de Skydance New Media. Le jeu a alors été teasé lors du showcase du 9 septembre 2022. Les détails préliminaires du projet ont confirmé des informations antérieures selon lesquelles le jeu se déroule pendant la Seconde Guerre mondiale et que Captain America et Azzuri/Panthère noire sont les personnages principaux du jeu, aux côtés de Gabriel Jones de l'unité Howling Commandos et Nanali du Wakandan Spy Network, tandis que l'organisation Hydra sont les principaux méchants,,.
En mars 2024, Skydance et Marvel ont officiellement révélé le titre complet du jeu sous le nom de Marvel 1943: Rise of Hydra lors du panel Epic Games pendant la Game Developers Conference (GDC) 2024, présentant également une bande-annonce démontrant l'utilisation par le jeu du moteur de jeu Unreal Engine 5 et ses animations de personnages. Le casting officiel du jeu a été dévoilé par Marvel, confirmant que Khary Payton et Drew Moerlein interpréteront respectivement le rôle d'Azzuri et de Steve Rogers, aux côtés de Marque Richardson dans le rôle de Gabriel Jones et Megalyn Echikunwoke dans le rôle de Nanali. Marvel a également annoncé que Joel Johnstone incarnerait Howard Stark, tandis que Lyne Renée apparaîtra dans le rôle de Julie, un personnage original créé pour le jeu. Stephen Barton a de plus été révélé comme le compositeur du jeu.

## Sortie
Marvel 1943: Rise of Hydra devrait sortir en 2025.